# Thwaitesia phoenicolegna
Thwaitesia phoenicolegna är en spindelart som beskrevs av Tord Tamerlan Teodor Thorell 1895. Thwaitesia phoenicolegna ingår i släktet Thwaitesia och familjen klotspindlar. Inga underarter finns listade i Catalogue of Life.